# Arenopontia problematica
Arenopontia problematica är en kräftdjursart som beskrevs av Masry 1970. Arenopontia problematica ingår i släktet Arenopontia och familjen Leptopontiidae. Inga underarter finns listade i Catalogue of Life.